# Saklısu, Finike
Saklısu là một xã thuộc huyện Finike, tỉnh Antalya, Thổ Nhĩ Kỳ. Dân số thời điểm năm 2011 là 571 người.